# Atac aeri a l'Aeroport Internacional de Bagdad de 2020
L'atac aeri a l'Aeroport Internacional de Bagdad de 2020, que va suposar l'assassinat de Qassem Soleimani, general iranià, va tenir lloc el 3 de gener de 2020 per l'exèrcit americà a l'aeroport internacional de Bagdad. Un dron MQ-9 Reaper va fer blanc a un comboi on hi anaven Qasem Soleimani i el cap dels Kataeb Hezbollah, Abu Mahdi al-Muhandis, que havia anat a recollir-lo. Tots dos van morir així com diversos altres oficials iranians i milicians iraquians.
Aquesta assassinat constitueix un dels episodis de la crisi que enfronta els Estats Units i l'Iran des de finals de desembre de 2019. Suposa represàlies iranianes, com l'operació Martir Soleimani.

## Preludi
Segons l'agència Thomson Reuters, a mitjans d'octubre de 2019, en una reunió a Bagdad, mentre Iraq comença a ser objectiu d'importants manifestacions anti governamentals, el general iranià Qasem Soleimani, comandant en cap de la Força Quds, les forces especials de l'Exèrcit dels guàrdies de la revolució islàmica, hauria donat instruccions a les milícies xiïtes d'atacar blancs americans per tal de provocar repliques de part de Washington amb l'objectiu d'encendre la còlera dels iraquians cap als Estats Units. Hauria donat igualment l'ordre als Guàrdies de la Revolució de traslladar coets Katiuixa i míssils terra-aire portàtils als Kataeb Hezbollah, que són encarregats de coordinar aquests atacs.
Al novembre i desembre de 2019, una desena d'atacs copegen blancs estatunidencs. Aquestes accions, no reivindicades, són imputades pels americans a les milícies pro-iranianes. Fan un mort i diversos ferits a les files de l'exèrcit iraquià i provoquen danys materials als afores de l'ambaixada estatunidenca. El 27 de desembre de 2019, 36 coets cauen sobre la base K1 a Kirkuk, on són presents els militars americans. Un subcontractista estatunidenc va morir en l'atac. El 29 de desembre, els Estats Units van replicar bombardejant cinc llocs controlats pels Kataeb Hezbollah, tres a l'oest d'Iraq i dos a l'est de Síria, matant almenys 25 combatents de la milícia i fent 51 ferits. El 31 de desembre, milers de milicians i partidaris dels Kataeb Hezbollah penetren al recinte de l'ambaixada dels Estats Units a Bagdad. L'1 de gener de 2020, el president estatunidenc Donald Trump amenaça Iran, afirmant que el país és plenament responsable dels precedents atacs.

## Procés
La nit del 2 al 3 de gener de 2020, Abu Mahdi al-Muhandis, cap dels Kataeb Hezbollah i cap de la branca militar de les Hachd al-Chaabi, va a recollir a l'aeroport internacional de Bagdad el general iranià Qasem Soleimani que arriba de Damasc, Síria. Els dos homes, així com milicians del Hachd i altres oficials dels Guardians de la Revolució, ocupen un lloc a dos vehicles blindats.
Segons l'agència Reuters, informants als aeroports de Damasc i Bagdad adverteixen els americans. Poc després de mitjanit, un dron General Atomics MQ-9 Reaper realitza un atac aeri contra el comboi, matant Soleimani, al-Mouhandis i diversos altres oficials iranians i milicians iraquians.

L'AFP indica que segons un alt responsable estatunidenc del ministeri de Defensa, l'operació es va precipitar per casualitat: Soleimani 
| « | va arribar a l'aeroport i vam tenir una oportunitat. Basant-nos en les instruccions del president, l'hem aprofitada | » |

Un responsable local interrogat per l'AFP declara per a la seva part que al-Mouhandis 
| « | havia vingut a buscar Kassem Soleimani a l'aeroport, cosa que normalment no té lloc. | » |

Per a Michael Knights, investigador al Washington Institute for Near East Policy: «Era fàcil arribar a Soleimani. Es trobava a l'aeroport de Bagdad i es va exposar als sistemes de vigilància de reconeixement facial estatunidenc. El van poder identificar i el van colpejar en trenta segons. És molt rar tenir aquest tipus d'oportunitats. I tenir-lo en el moment exacte on tenien previst ».
L'atac és reivindicat pels Estats Units i el Departament de la Defensa dels Estats Units anuncia que l'ordre d'eliminar Qassem Soleimani ha estat donada pel president Donald Trump.

## Pèrdues

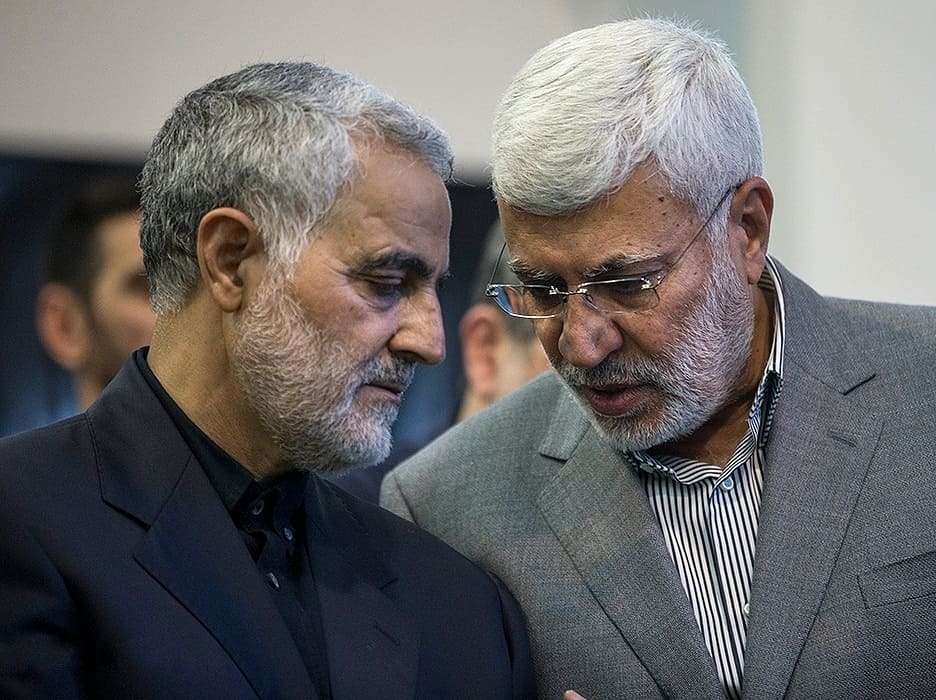
Qassem Soleimani i Abou Mehdi al-Mouhandis l'any 2017.

Iraj Masjedi, l'ambaixador de l'Iran a l'Iraq, anuncia que els atacs americans han apuntat dos vehicles i mort els seus deu ocupants. Entre aquests deu morts figuren cinc oficials del Cos dels Guardians de la revolució islàmica i cinc membres dels Hachd al-Chaabi.
L'AFP dona per a la seva part un balanç d'almenys nou morts, segons responsables dels serveis de seguretat iraquians.

## Legalitat
La legalitat d'aquesta operació va ser directament posada en qüestió, no hi ha cap conformitat amb les lleis internacionals (sense acord del país amfitrió, legítima defensa, sense d'acord de l'ONU o urgència, atac dirigit a un representant d'un Estat), però també al funcionament intern dels Estats Units (aprovació del Congrés, atac a un dignatari oficial d'un Estat). Agnes Callamard, relatora especial sobre execucions extrajudicials a l'Alt Comissariat de les Nacions unides pels drets de l'home, considera que l'assassinat «és molt probable que sigui il·legal i incompleixi les normes del dret internacional humanitari »

## Reaccions

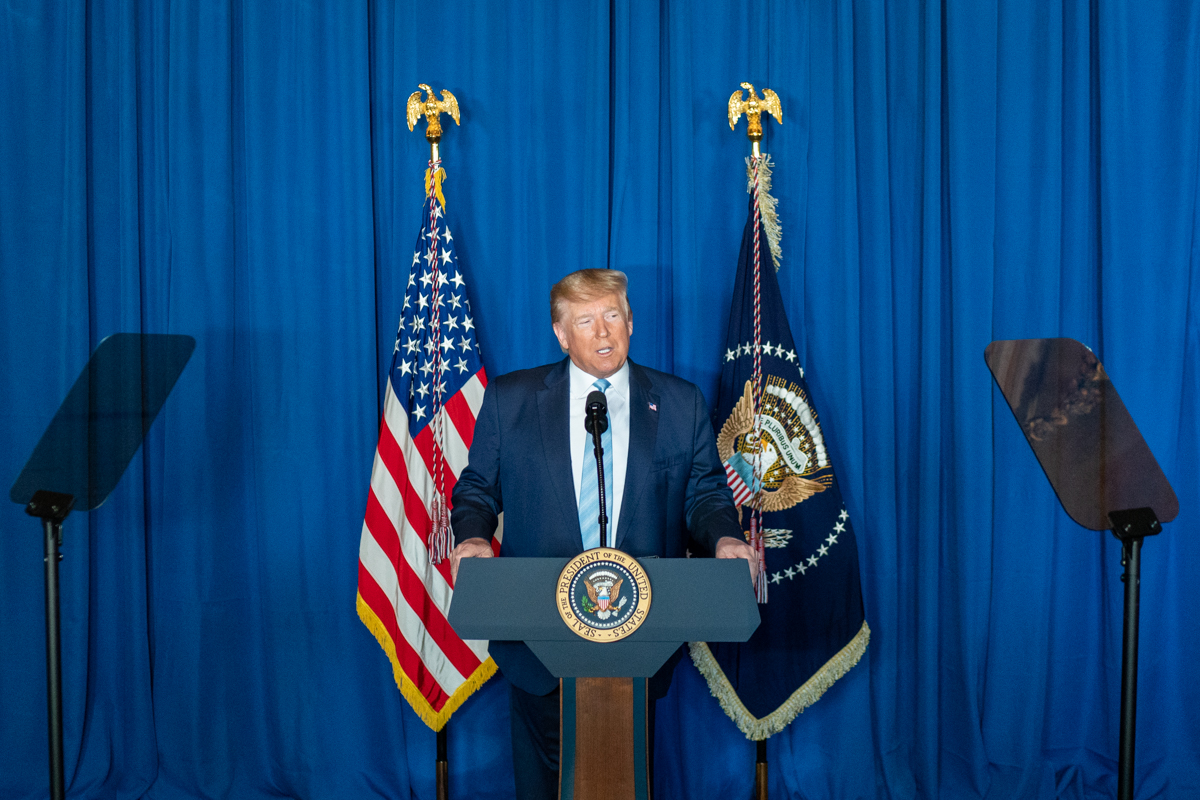
El president estatunidenc Donald Trump, a Mar a Lago, el 3 de gener de 2020

Als Estats Units, l'atac és globalment saludat pel Partit republicà, però és condemnat pel Partit demòcrata que tem una escalada amb l'Iran. Washington anuncia igualment el desplegament de 3.000 a 3.500 homes de reforç a l'Orient Mitjà i l'ambaixada americana a Bagdad crida els seus ciutadans a abandonar « immediatament » l'Iraq. El Secretari de Defensa dels Estats Units, Mark T. Esper, declara a un comunicat que « 
| « | El general Soleimani desenvolupava activament plans per atacar diplomàtics i militars nord-americans a l'Iraq i a tota la regió | » |

» i que era responsable de 
| « | la mort de centenars de membres de les forces armades estatunidencs de la coalició i milers de ferits des de 2003. | » |

 »El president americà Donald Trump declara per a la seva part el 3 de gener a Mar a Lago: « Soleimani preparava atacs imminents i maliciosos contra diplomàtics i personal militar americans, però l'hem agafat en flagrant delicte i l'hem eliminat.
Sota el meu lideratge, la política nord-americana és inequívoca a l'hora de tractar amb terroristes que perjudiquen o tenen la intenció de fer mal a un americà. Els trobarem; els eliminarem. Sempre protegirem els nostres diplomàtics, els nostres militars, tots els estatunidencs i els nostres aliats. […] Soleimani ha dut a terme actes de terror per desestabilitzar l'Orient Mitjà durant vint anys. El que han fet els Estats Units s'hauria d'haver fet fa molt de temps. S'haurien salvat moltes vides. […] Hem pres mesures […] per aturar una guerra, no per iniciar-ne una. […] Tanmateix, l'agressió del règim iranià a la regió, inclòs l'ús de combatents intermediaris per desestabilitzar els seus veïns, ha d'acabar i s'ha d'aturar ara.

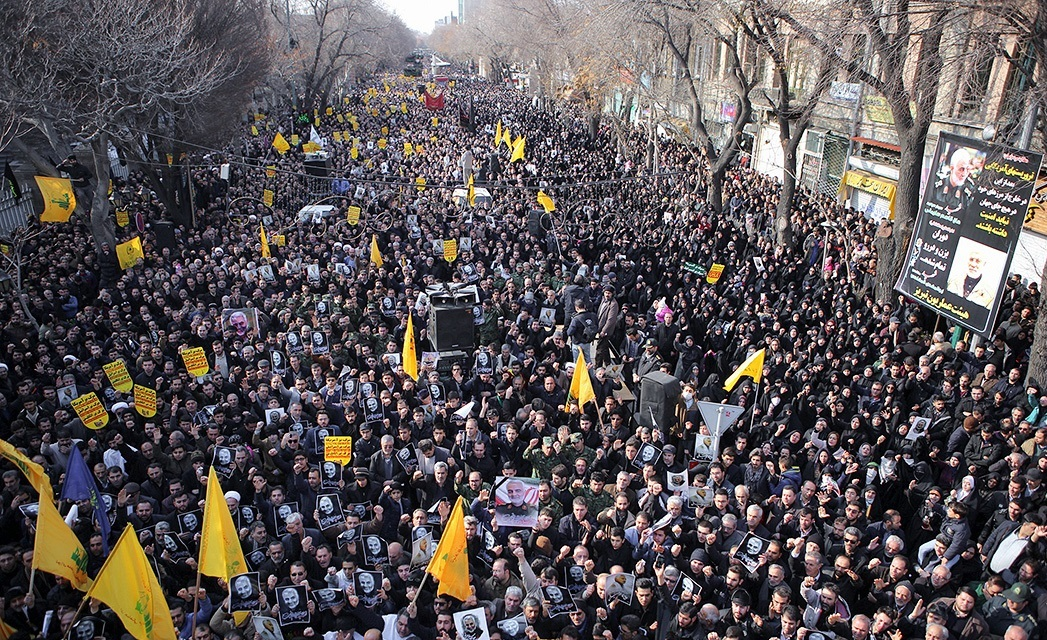
Manifestants a l'Iran el 3 de gener de 2020

A Iran, els responsables polítics prometen una 
| « | venjança | » |

 La mort de Soleimani és condemnada per totes les faccions. El Líder suprem de l'Iran, l'aiatol·là Ali Khamenei, declara el 3 de gener: «Si Déu ho vol, la seva obra i el seu camí no s'aturaran pas allà, i una venjança implacable espera els criminals que han omplert les seves mans de la seva sang i la d'altres màrtirs. » Decreta tres dies de dol nacional. El president Hassan Rouhani declara: « No hi ha dubte que la gran nació de l'Iran i altres nacions lliures de la regió es venjaran de l'Amèrica criminal per aquest horrible assassinat. ». El Consell Suprem de Seguretat Nacional promet igualment que venjarà « en el lloc adequat i en el moment adequat » el general Soleimani i que «els Estats Units han de saber que el seu atac criminal […] va ser l'error més gran del país ». »Milers de persones es manifesten a Teheran el 3 de gener esgrimint dels retrats de Qassem Soleimani i cridant « Mort a Amèrica ! ».
A l'Iraq, el Parlament Iraquià anuncia l'expulsió de les forces americanes, el Primer ministre dimissionari Adil Abdul-Mahdi condemna « una agressió contra Iraq, el seu Estat, el seu govern i el seu poble » i estima que el raid « iniciarà una guerra devastadora a l'Iraq.» Muqtada al-Sadr anuncia que reactiva l'Exèrcit del Mahdi. Hadi Al-Amiri, el cap de l'Organització Badr, i Qais al-Khazali, cap d'Asaïb Ahl al-Haq, prometen igualment represàlies. L'aiatol·là Ali al-Sistani condemna el raid americà, però crida « les parts interessades a comportar-se amb moderació i actuar amb seny » La mort de Qasem Soleimani és acollida amb alegria per manifestants anti-governamentals. Molts denuncien a la vegada l'Iran i els Estats Units. El dissabte 4 de gener, milers de persones desfilen en seguici a la capital iraquiana al voltant dels taüts del general iranià Qassem Soleimani i d'al-Mouhandis, cridant « Mort a Amèrica ! » i « Venjança per a Abou Mehdi Al-Mouhandis ! El 5 de gener, a Bàssora i Nasiriyah, els manifestants bloquegen el pas de seguicis funeraris simbòlics en homenatge a Soleimani i Abu Mahdi al-Muhandis, la qual cosa provoca enfrontaments.
Al Líban, el secretari general de Hesbol·là, Hassan Nasral·là, declara que « portar el càstig just als assassins criminals […] serà responsabilitat i tasca de tots els combatents de la resistència i combatents de tot el món» Al Iemen, els houthis reclamen « represàlies directes i ràpides ». La mort de Soleimani és per contra celebrada a Síria a les zones dominades pels rebels.
El Secretari general de les Nacions unides António Guterres crida « els líders a exercir la màxima moderació » afegint que « el món no es pot permetre una altra guerra al Golf ». Xina, Aràbia Saudita, els Emirats Àrabs Units, França, el Regne Unit, Alemanya, Canadà, Japó i la Unió Europea criden els actors implicats a aturar-se i a evitar una escalada. Rússia, Síria, i Líban condemnen el raid americà. Israel s'absté per a la seva part d'alegrar-se obertament de la mort de Soleimani, per temor de trobar-se en primera línia en cas de represàlies iranianes. Els països del Golf juguen igualment a l'asserenament.
El 4 de gener, desenes de milers de persones, entre les quals el Primer ministre Adil Abdul-Mahdi i els caps de Hachd al-Chaabi, assisteixen al funeral.
El 5 de gener, les Corts Generals iraquianes vota una resolució demanant al govern de posar fi a la presència de les tropes estrangeres a l'Iraq, començant per retirar la seva demanda d'ajuda adreçada a la comunitat internacional, que havia desembocat a la formació de la coalició internacional contra l'Estat islàmic. Tanmateix la resolució és simbòlica i no vinculant, i el govern dimissionari d'Adil Abdul-Mahdi no té la legitimitat constitucional per renegociar els acords diplomàtics que emmarquen des de 2014 la presència de les forces de la coalició. El govern porta igualment una demanda contra els Estats Units davant de l'ONU per la violació de la seva sobirania.
Entre el 5 i 7 de gener, a Teheran, Ahwaz, Mashad, Qom i Kerman, el pas del seguici funerari de Qassem Soleimani és acollit per immenses multituds. Altres concentracions tenen lloc igualment a Bagdad, Beirut i Sanà.

## Justícia
Les autoritats iranianes han anunciat, dimarts 9 de juny de 2020, que s'afanyaven a executar un ciutadà iranià, després que la seva condemna a mort va ser confirmada per la Cort suprema, acusat d'haver proporcionat informacions a la CIA i al Mossad sobre la Força Quds i els desplaçaments del general Soleimani, que haurien permès el seu assassinat.

## Conseqüències
El juny de 2020, el periodista de l'Orient-Le jour Anthony Samrani escriu: « És més fàcil saber-ho després de fet. Però és clar, sis mesos després de l'eliminació del general iranià Kassem Soleimani, els nord-americans han guanyat la seva aposta. L'assassinat de la figura més carismàtica de la República Islàmica no ha provocat la guerra ni represàlies greus. Millor encara per a Washington, els iranians han baixat el to encara que continuen traient el coll. En termes absoluts, la pèrdua de Soleimani no ha canviat la situació del bàndol iranià, encara que ho hagi sacsejat tot l'aparell de seguretat militar. L'home és insubstituïble, però la missió de la força d'Al-Quds continua sent la mateixa: preservar els interessos iranians i desenvolupar la seva influència a la regió. Teheran no deixarà passar dècades de treball dur per teixir la seva xarxa al Pròxim Orient àrab. Però sembla que és preferible, de moment, tenir un enfocament més diplomàtic i menys frontal.»